# Isaac Mbenza
Isaac Mbenza, né le 8 mars 1996 à Saint-Denis en France, est un footballeur belgo-congolais qui joue au poste d'attaquant au Charleroi SC.

## Biographie

### En club

#### Jeunesse et formation
Natif de la région parisienne, il quitte la France à l'âge de 5 ans pour s'installer en Belgique. Il fait ses débuts au ROFC Stockel, club de Woluwé-Saint-Pierre. Il est repéré et recruté ensuite par les jeunes du FC Brussels puis du KV Malines. À l'âge de 16 ans, il est repéré par le club de Valenciennes qui l'intègre à son centre de formation.

#### Valenciennes FC
Isaac Mbenza fait ses débuts professionnels avec le Valenciennes FC le 6 février 2015 lors de la réception de l'AJ Auxerre en entrant en jeu à la 76e minute. Il est titulaire pour la première fois lors de la 38e journée face à Ajaccio. Il inscrit son premier but lors de l'ultime journée de la saison 2014-2015, le 22 mai 2015, permettant au VAFC de remporter le match (2-1) et surtout de se maintenir en Ligue 2.
Le 2 juillet 2015, il signe son premier contrat professionnel avec Valenciennes pour une durée de trois ans. Placé en attaquant en fin de saison, il réalise d'excellentes performances en inscrivant quatre buts lors des trois derniers matchs avec notamment son premier doublé en professionnel lors de la réception de Niort le 13 mai 2016.

#### Standard de Liège
Le 27 juillet 2016, il rejoint le Standard de Liège pour quatre saisons, et retrouve Matthieu Dossevi. Très vite il s'impose comme titulaire indiscutable et dispute tous les matchs de Ligue Europa.

#### Montpellier HSC
Six mois après son arrivée en Belgique, il est transféré le 30 janvier 2017 au Montpellier HSC contre 1,6M€. Le 11 février 2017, il ouvre son compteur buts en marquant un doublé à Nancy.

#### Huddersfield Town
Après une saison pleine dans l'Hérault, il est prêté à Huddersfield Town le 9 août 2018. Il inscrit son premier but en Premier League le 5 mai 2019, égalisant face à Manchester United (37e journée, 1-1). Huddersfield termine néanmoins dernier du championnat et est relégué en EFL Championship. Le club officialise son transfert définitif le 9 juillet 2019 et son engagement pour les deux saisons à venir.

#### Amiens SC
Le 1er février 2020, l'Amiens SC annonce son arrivée pour un prêt d'une durée de six mois. Arrivé à court de forme, il ne dispute ses premières minutes de jeu que le 15 février, remplaçant Fousseni DIabaté à la 84e minute, lors de la réception du Paris Saint-Germain (25e journée, 4-4). Il connaît sa première titularisation face à l'Olympique de Marseille (28e journée, 2-2) avant que le championnat ne soit arrêté à cause de la pandémie de Covid-19.
De retour en Angleterre à la suite de la fin de son prêt (et n'ayant joué que trois matchs avec Amiens), le joueur est libéré par Huddersfield Town pour signer où il le souhaite.

#### Qatar SC
Le 7 septembre 2021, Isaac Mbenza signe un contrat au Qatar, dans le club de Qatar SC.
Participant à 12 matchs de championnat, Isaac Mbenza décide de ne pas prolonger au Qatar et exprime son souhait de retourner en Europe.

#### Charleroi SC
Le 15 mars 2022, Isaac Mbenza signe un contrat de trois mois au Sporting de Charleroi et fait ainsi son retour en Belgique.
Ayant convaincu la direction du club carolo, le joueur signe un nouveau contrat de deux saisons (plus une saison en option) le 13 juin 2022.
Auteur d'une excellente saison 2022-2023 au niveau personnel (4 buts et 8 assists), Isaac Mbenza prolonge son contrat de trois saisons plus une en option le 27 juin 2023.  Il est lié avec les "Zèbres" jusqu'en juin 2026.

### En sélections nationales
C'est au cours de son passage à Montpellier qu'il se voit pour la première fois sélectionné avec les espoirs belges. Il joue son premier match le 27 mars 2017, contre Malte. Il délivre une passe décisive à cette occasion. Il inscrit son premier but avec les espoirs le 9 novembre 2017, contre Chypre. Ces rencontres rentrent dans le cadre des éliminatoires de l'Euro espoirs 2019.
En juin 2019, il participe avec l'équipe de Belgique espoirs au championnat d'Europe espoirs. Lors de cette compétition organisée en Italie, il joue trois matchs, délivrant une passe décisive contre la Pologne. Avec un bilan peu reluisant de trois défaites en trois matchs, huit buts encaissés et quatre buts marqués, la Belgique est éliminée dès le premier tour.

## Statistiques

### En club
| Saison                | Club                     | Championnat           | Championnat | Championnat | Championnat | Coupe nationale | Coupe nationale | Coupe nationale | Coupe de la Ligue | Coupe de la Ligue | Coupe de la Ligue | Compétition(s) continentale(s) | Compétition(s) continentale(s) | Compétition(s) continentale(s) | Compétition(s) continentale(s) | Autres compétitions | Autres compétitions | Autres compétitions | Autres compétitions | Total | Total | Total |
| Saison                | Club                     | Division              | M.          | B.          | P.d.        | M.              | B.              | P.d.            | M.                | B.                | P.d.              | Comp.                          | M.                             | B.                             | P.d.                           | Comp.               | M.                  | B.                  | P.d.                | M.    | B.    | P.d.  |
| 2014-2015             | Valenciennes FC          | Ligue 2               | 13          | 1           | 0           | -               | -               | -               | -                 | -                 | -                 | -                              | -                              | -                              | -                              | -                   | -                   | -                   | -                   | 13    | 1     | 0     |
| 2015-2016             | Valenciennes FC          | Ligue 2               | 35          | 6           | 3           | 3               | 1               | 0               | 1                 | 0                 | 0                 | -                              | -                              | -                              | -                              | -                   | -                   | -                   | -                   | 39    | 7     | 3     |
| Sous-total            | Sous-total               | Sous-total            | 48          | 7           | 3           | 3               | 1               | 0               | 1                 | 0                 | 0                 | -                              | -                              | -                              | -                              | -                   | -                   | -                   | -                   | 52    | 8     | 3     |
| 2016-2017             | Standard de Liège        | Division 1A           | 21          | 1           | 0           | 0               | 0               | 0               | -                 | -                 | -                 | C3                             | 6                              | 0                              | 0                              | PO2                 | -                   | -                   | -                   | 27    | 1     | 0     |
| 2016-2017             | Montpellier HSC          | Ligue 1               | 16          | 3           | 1           | -               | -               | -               | -                 | -                 | -                 | -                              | -                              | -                              | -                              | -                   | -                   | -                   | -                   | 16    | 3     | 1     |
| 2017-2018             | Montpellier HSC          | Ligue 1               | 38          | 8           | 1           | 3               | 1               | 1               | 2                 | 1                 | 0                 | -                              | -                              | -                              | -                              | -                   | -                   | -                   | -                   | 43    | 10    | 2     |
| Sous-total            | Sous-total               | Sous-total            | 54          | 11          | 2           | 3               | 1               | 1               | 2                 | 1                 | 0                 | -                              | -                              | -                              | -                              | -                   | -                   | -                   | -                   | 59    | 13    | 3     |
| 2018-2019             | Huddersfield Town (prêt) | Premier League        | 22          | 1           | 1           | 1               | 0               | 0               | 1                 | 0                 | 0                 | -                              | -                              | -                              | -                              | -                   | -                   | -                   | -                   | 24    | 1     | 1     |
| 2019-2020             | Huddersfield Town        | Championship          | 5           | 0           | 0           | -               | -               | -               | 1                 | 0                 | 0                 | -                              | -                              | -                              | -                              | -                   | -                   | -                   | -                   | 6     | 0     | 0     |
| 2020-2021             | Huddersfield Town        | Championship          | 36          | 5           | 8           | -               | -               | -               | 1                 | 0                 | 0                 | -                              | -                              | -                              | -                              | -                   | -                   | -                   | -                   | 37    | 5     | 8     |
| Sous-total            | Sous-total               | Sous-total            | 63          | 6           | 9           | 1               | 0               | 0               | 3                 | 0                 | 0                 | -                              | -                              | -                              | -                              | -                   | -                   | -                   | -                   | 67    | 6     | 9     |
| 2019-2020             | Amiens SC (prêt)         | Ligue 1               | 3           | 0           | 0           | -               | -               | -               | -                 | -                 | -                 | -                              | -                              | -                              | -                              | -                   | -                   | -                   | -                   | 3     | 0     | 0     |
| 2021-2022             | Qatar SC                 | QSL                   | 10          | 0           | 2           | 2               | 0               | 0               | -                 | -                 | -                 | -                              | -                              | -                              | -                              | -                   | -                   | -                   | -                   | 12    | 0     | 2     |
| 2021-2022             | Charleroi SC             | Division 1A           | 3           | 0           | 0           | -               | -               | -               | -                 | -                 | -                 | -                              | -                              | -                              | -                              | PO2                 | 6                   | 0                   | 0                   | 9     | 0     | 0     |
| 2022-2023             | Charleroi SC             | Division 1A           | 34          | 4           | 8           | 1               | 0               | 0               | -                 | -                 | -                 | -                              | -                              | -                              | -                              | -                   | -                   | -                   | -                   | 35    | 4     | 8     |
| 2023-2024             | Charleroi SC             | Division 1A           | 23          | 1           | 3           | -               | -               | -               | -                 | -                 | -                 | -                              | -                              | -                              | -                              | PO3                 | 4                   | 0                   | 0                   | 27    | 1     | 3     |
| 2024-2025             | Charleroi SC             | Division 1A           | 28          | 3           | 1           | 1               | 0               | 0               | -                 | -                 | -                 | -                              | -                              | -                              | -                              | PO2+BE              | 8+0                 | 0+0                 | 0+0                 | 37    | 3     | 1     |
| 2025-2026             | Charleroi SC             | Division 1A           | 3           | 0           | 0           | -               | -               | -               | -                 | -                 | -                 | C4                             | 2                              | 0                              | 0                              | -                   | -                   | -                   | -                   | 5     | 0     | 0     |
| Sous-total            | Sous-total               | Sous-total            | 91          | 8           | 12          | 2               | 0               | 0               | -                 | -                 | -                 | -                              | 2                              | 0                              | 0                              | -                   | 18                  | 0                   | 0                   | 113   | 8     | 12    |
| Total sur la carrière | Total sur la carrière    | Total sur la carrière | 290         | 33          | 28          | 11              | 2               | 1               | 6                 | 1                 | 0                 | -                              | 8                              | 0                              | 0                              | -                   | 18                  | 0                   | 0                   | 333   | 36    | 29    |